# Andrij Waskuł
Andrij Waskuł (ukr. Андрій Васкул, ur. 1 kwietnia 1999) – ukraiński skoczek narciarski. Uczestnik mistrzostw świata seniorów (2019 i 2021) oraz juniorów (2018 i 2019). Medalista mistrzostw kraju.

## Przebieg kariery
W styczniu 2015 zadebiutował w oficjalnych zawodach międzynarodowych rozgrywanych przez FIS, plasując się dwukrotnie w siódmej dziesiątce konkursów FIS Cup, które odbyły się w Zakopanem. We wrześniu tego samego roku w Râșnovie po raz pierwszy wziął udział w Pucharze Karpat, dwukrotnie zajmując 9. pozycję.
W styczniu 2018 w Zakopanem zdobył pierwsze punkty FIS Cup, plasując się na 26. i 28. lokacie. W lutym 2018 wystartował w mistrzostwach świata juniorów – w konkursie indywidualnym awansował do drugiej serii i zajął 30. miejsce. W tym samym miesiącu w Planicy zadebiutował w Pucharze Kontynentalnym, dwukrotnie plasując się na 54. pozycji.
W styczniu 2019 w Lahti zajął 57. pozycję w mistrzostwach świata juniorów. W lutym 2019 zadebiutował w mistrzostwach świata seniorów, odpadając w kwalifikacjach do konkursu na skoczni normalnej. W lipcu 2019 w Szczuczyńsku, w ramach letniej edycji cyklu, zdobył pierwsze punkty Pucharu Kontynentalnego, zajmując w rozegranych tam konkursach 18. i 30. lokatę. Na przełomie lutego i marca 2021 w Oberstdorfie wziął udział w mistrzostwach świata seniorów – odpadł w kwalifikacjach do obu konkursów indywidualnych, a drużynowo zajął z ukraińską kadrą 13. lokatę. 
W styczniu 2022 został zdyskwalifikowany na cztery lata za naruszenie przepisów antydopingowych. Podczas inwazji Rosji na Ukrainę wstąpił do ukraińskiej armii.
Jest medalistą mistrzostw Ukrainy – latem 2017 zdobył złoty medal na skoczni normalnej i srebrny na średniej w konkursach drużynowych, zimą 2018 i latem 2018 złote w konkursach drużynowych na skoczni normalnej, zimą 2019 złoto i brąz indywidualnie na skoczni średniej oraz dwa srebrne medale w konkursach drużynowych na skoczni średniej, latem 2019 srebro w konkursie drużynowym na skoczni normalnej, a zimą 2021 brąz indywidualnie na obiekcie normalnym.

## Mistrzostwa świata

### Indywidualnie
| 2019 Seefeld/Innsbruck | – | nie zakwalifikował się (K-99)                                 |
| 2021 Oberstdorf        | – | nie zakwalifikował się (K-95), nie zakwalifikował się (K-120) |

### Drużynowo
| 2021 Oberstdorf | – | 13. miejsce (K-120) |

### Starty A. Waskuła na mistrzostwach świata – szczegółowo
| Miejsce | Dzień     | Rok  | Miejscowość | Skocznia                   | Punkt K | HS     | Konkurs  | Skok 1 | Skok 2 | Nota                 | Strata                  | Zwycięzca               |
| ------- | --------- | ---- | ----------- | -------------------------- | ------- | ------ | -------- | ------ | ------ | -------------------- | ----------------------- | ----------------------- |
| NQ      | 1 marca   | 2019 | Seefeld     | Toni-Seelos-Olympiaschanze | K-99    | HS-109 | indywid. | 77,5 m | 77,5 m | 58,8 pkt             | Nie zakwalifikował się. | Nie zakwalifikował się. |
| NQ      | 27 lutego | 2021 | Oberstdorf  | Schattenbergschanze        | K-95    | HS-106 | indywid. | 77,0 m | 77,0 m | 76,7 pkt             | Nie zakwalifikował się. | Nie zakwalifikował się. |
| NQ      | 5 marca   | 2021 | Oberstdorf  | Schattenbergschanze        | K-120   | HS-137 | indywid. | 77,5 m | 77,5 m | 42,4 pkt             | Nie zakwalifikował się. | Nie zakwalifikował się. |
| 13.     | 6 marca   | 2021 | Oberstdorf  | Schattenbergschanze        | K-120   | HS-137 | druż.    | 96,5 m | —      | 200,8 pkt (49,6 pkt) | 845,8 pkt               | Niemcy                  |

## Mistrzostwa świata juniorów

### Indywidualnie
| 2018 Kandersteg | – | 30. miejsce |
| 2019 Lahti      | – | 57. miejsce |

### Starty A. Waskuła na mistrzostwach świata juniorów – szczegółowo
| Miejsce | Dzień       | Rok  | Miejscowość | Skocznia           | Punkt K | HS     | Konkurs  | Skok 1 | Skok 2 | Nota      | Strata    | Zwycięzca            |
| ------- | ----------- | ---- | ----------- | ------------------ | ------- | ------ | -------- | ------ | ------ | --------- | --------- | -------------------- |
| 30.     | 1 lutego    | 2018 | Kandersteg  | Lötschberg-Schanze | K-95    | HS-106 | indywid. | 92,0 m | 74,0 m | 187,2 pkt | 104,2 pkt | Marius Lindvik       |
| 57.     | 24 stycznia | 2019 | Lahti       | Salpausselkä       | K-90    | HS-100 | indywid. | 76,0 m | –      | 77,2 pkt  | 174,9 pkt | Thomas Aasen Markeng |

## Puchar Świata

### Miejsca w poszczególnych konkursach indywidualnychPucharu Świata
| Źródło | Źródło            | Źródło     | Źródło     | Źródło      | Źródło            | Źródło            | Źródło          | Źródło          | Źródło           | Źródło                       | Źródło              | Źródło              | Źródło              | Źródło         | Źródło                 | Źródło                 | Źródło          | Źródło          | Źródło      | Źródło      | Źródło            | Źródło     | Źródło     | Źródło           | Źródło           | Źródło        | Źródło        | Źródło | Źródło | Źródło | Źródło | Źródło | Źródło | Źródło | Źródło | Źródło | Źródło | Źródło | Źródło | Źródło | Źródło | Źródło | Źródło | Źródło | Źródło | Źródło | Źródło | Źródło | Źródło |
| --- | ----------------- | ---------- | ---------- | ----------- | ----------------- | ----------------- | --------------- | --------------- | ---------------- | ---------------------------- | ------------------- | ------------------- | ------------------- | -------------- | ---------------------- | ---------------------- | --------------- | --------------- | ----------- | ----------- | ----------------- | ---------- | ---------- | ---------------- | ---------------- | ------------- | ------------- | ------ | ------ | ------ | ------ | ------ | ------ | ------ | ------ | ------ | ------ | ------ | ------ | ------ | ------ | ------ | ------ | ------ | ------ | ------ | ------ | ------ | ------ |
| Sezon 2021/2022 |                   |            |            |             |                   |                   |                 |                 |                  |                              |                     |                     |                     |                |                        |                        |                 |                 |             |             |                   |            |            |                  |                  |               |               |        |        |        |        |        |        |        |        |        |        |        |        |        |        |        |        |        |        |        |        |        |        |
| Niżny Tagił HS134 | Niżny Tagił HS134 | Ruka HS142 | Ruka HS142 | Wisła HS134 | Klingenthal HS140 | Klingenthal HS140 | Engelberg HS140 | Engelberg HS140 | Oberstdorf HS137 | Garmisch-Partenkirchen HS142 | Bischofshofen HS142 | Bischofshofen HS142 | Bischofshofen HS142 | Zakopane HS140 | Titisee-Neustadt HS142 | Titisee-Neustadt HS142 | Willingen HS147 | Willingen HS147 | Lahti HS130 | Lahti HS130 | Lillehammer HS140 | Oslo HS134 | Oslo HS134 | Oberstdorf HS235 | Oberstdorf HS235 | Planica HS240 | Planica HS240 | punkty |        |        |        |        |        |        |        |        |        |        |        |        |        |        |        |        |        |        |        |        |        |
| - | -                 | -          | -          | q           | -                 | -                 | q               | -               | q                | -                            | q                   | q                   | -                   | -              | -                      | -                      | -               | -               | -           | -           | -                 | -          | -          | -                | -                | -             | -             | 0      |        |        |        |        |        |        |        |        |        |        |        |        |        |        |        |        |        |        |        |        |        |
| Legenda |                   |            |            |             |                   |                   |                 |                 |                  |                              |                     |                     |                     |                |                        |                        |                 |                 |             |             |                   |            |            |                  |                  |               |               |        |        |        |        |        |        |        |        |        |        |        |        |        |        |        |        |        |        |        |        |        |        |
| 1 2 3 4-10 11-30 poniżej 30 dq – dyskwalifikacja q – dyskwalifikacja w kwalifikacjach q – zawodnik nie zakwalifikował się - – zawodnik nie wystartował |                   |            |            |             |                   |                   |                 |                 |                  |                              |                     |                     |                     |                |                        |                        |                 |                 |             |             |                   |            |            |                  |                  |               |               |        |        |        |        |        |        |        |        |        |        |        |        |        |        |        |        |        |        |        |        |        |        |

## Puchar Kontynentalny

### Miejsca w poszczególnych konkursachPucharu Kontynentalnego
| Źródło                                                                        | Źródło            | Źródło     | Źródło          | Źródło          | Źródło          | Źródło                 | Źródło                 | Źródło              | Źródło              | Źródło          | Źródło            | Źródło            | Źródło           | Źródło           | Źródło              | Źródło              | Źródło              | Źródło              | Źródło           | Źródło           | Źródło            | Źródło            | Źródło     | Źródło         | Źródło         | Źródło            | Źródło            | Źródło | Źródło | Źródło | Źródło | Źródło | Źródło | Źródło | Źródło | Źródło | Źródło | Źródło | Źródło | Źródło | Źródło | Źródło | Źródło | Źródło | Źródło | Źródło | Źródło | Źródło | Źródło | Źródło | Źródło | Źródło | Źródło | Źródło | Źródło | Źródło | Źródło | Źródło | Źródło |
| ----------------------------------------------------------------------------- | ----------------- | ---------- | --------------- | --------------- | --------------- | ---------------------- | ---------------------- | ------------------- | ------------------- | --------------- | ----------------- | ----------------- | ---------------- | ---------------- | ------------------- | ------------------- | ------------------- | ------------------- | ---------------- | ---------------- | ----------------- | ----------------- | ---------- | -------------- | -------------- | ----------------- | ----------------- | ------ | ------ | ------ | ------ | ------ | ------ | ------ | ------ | ------ | ------ | ------ | ------ | ------ | ------ | ------ | ------ | ------ | ------ | ------ | ------ | ------ | ------ | ------ | ------ | ------ | ------ | ------ | ------ | ------ | ------ | ------ | ------ |
| Sezon 2017/2018                                                               |                   |            |                 |                 |                 |                        |                        |                     |                     |                 |                   |                   |                  |                  |                     |                     |                     |                     |                  |                  |                   |                   |            |                |                |                   |                   |        |        |        |        |        |        |        |        |        |        |        |        |        |        |        |        |        |        |        |        |        |        |        |        |        |        |        |        |        |        |        |        |
| Whistler HS104                                                                | Whistler HS104    | Ruka HS142 | Ruka HS142      | Engelberg HS140 | Engelberg HS140 | Titisee-Neustadt HS142 | Titisee-Neustadt HS142 | Bischofshofen HS140 | Bischofshofen HS140 | Erzurum HS140   | Erzurum HS140     | Sapporo HS100     | Sapporo HS137    | Sapporo HS137    | Planica HS138       | Planica HS138       | Iron Mountain HS133 | Iron Mountain HS133 | Brotterode HS117 | Brotterode HS117 | Klingenthal HS140 | Klingenthal HS140 | Rena HS139 | Rena HS139     | Zakopane HS140 | Zakopane HS140    | Czajkowskij HS140 | punkty |        |        |        |        |        |        |        |        |        |        |        |        |        |        |        |        |        |        |        |        |        |        |        |        |        |        |        |        |        |        |        |
| -                                                                             | -                 | -          | -               | -               | -               | -                      | -                      | -                   | -                   | -               | -                 | -                 | -                | -                | 54                  | 54                  | -                   | -                   | -                | -                | -                 | -                 | -          | -              | dq             | dq                | -                 | 0      |        |        |        |        |        |        |        |        |        |        |        |        |        |        |        |        |        |        |        |        |        |        |        |        |        |        |        |        |        |        |        |
| Sezon 2018/2019                                                               |                   |            |                 |                 |                 |                        |                        |                     |                     |                 |                   |                   |                  |                  |                     |                     |                     |                     |                  |                  |                   |                   |            |                |                |                   |                   |        |        |        |        |        |        |        |        |        |        |        |        |        |        |        |        |        |        |        |        |        |        |        |        |        |        |        |        |        |        |        |        |
| Lillehammer HS140                                                             | Lillehammer HS140 | Ruka HS142 | Ruka HS142      | Engelberg HS140 | Engelberg HS140 | Klingenthal HS140      | Klingenthal HS140      | Bischofshofen HS142 | Bischofshofen HS142 | Sapporo HS137   | Sapporo HS137     | Sapporo HS137     | Planica HS139    | Planica HS139    | Iron Mountain HS133 | Iron Mountain HS133 | Iron Mountain HS133 | Oberstdorf HS137    | Oberstdorf HS137 | Brotterode HS117 | Brotterode HS117  | Rena HS139        | Rena HS139 | Zakopane HS140 | Zakopane HS140 | Czajkowskij HS102 | Czajkowskij HS140 | punkty |        |        |        |        |        |        |        |        |        |        |        |        |        |        |        |        |        |        |        |        |        |        |        |        |        |        |        |        |        |        |        |
| 65                                                                            | 61                | -          | -               | dq              | 54              | -                      | -                      | -                   | -                   | -               | -                 | -                 | -                | -                | -                   | -                   | -                   | -                   | 56               | -                | -                 | -                 | -          | -              | -              | -                 | -                 | 0      |        |        |        |        |        |        |        |        |        |        |        |        |        |        |        |        |        |        |        |        |        |        |        |        |        |        |        |        |        |        |        |
| Sezon 2020/2021                                                               |                   |            |                 |                 |                 |                        |                        |                     |                     |                 |                   |                   |                  |                  |                     |                     |                     |                     |                  |                  |                   |                   |            |                |                |                   |                   |        |        |        |        |        |        |        |        |        |        |        |        |        |        |        |        |        |        |        |        |        |        |        |        |        |        |        |        |        |        |        |        |
| Ruka HS142                                                                    | Ruka HS142        | Ruka HS142 | Engelberg HS140 | Engelberg HS140 | Innsbruck HS128 | Innsbruck HS128        | Willingen HS147        | Willingen HS147     | Willingen HS147     | Willingen HS147 | Klingenthal HS140 | Klingenthal HS140 | Brotterode HS117 | Brotterode HS117 | Zakopane HS140      | Zakopane HS140      | Czajkowskij HS140   | Czajkowskij HS140   | punkty           | punkty           | punkty            | punkty            | punkty     | punkty         | punkty         | punkty            | punkty            | punkty | punkty | punkty | punkty | punkty | punkty | punkty | punkty | punkty | punkty | punkty | punkty | punkty | punkty | punkty | punkty | punkty | punkty | punkty | punkty | punkty | punkty | punkty | punkty | punkty | punkty | punkty | punkty | punkty | punkty | punkty |        |
| -                                                                             | -                 | -          | 53              | 53              | dq              | 59                     | 62                     | 51                  | 46                  | 43              | -                 | -                 | -                | -                | 52                  | 55                  | -                   | -                   | 0                | 0                | 0                 | 0                 | 0          | 0              | 0              | 0                 | 0                 | 0      | 0      | 0      | 0      | 0      | 0      | 0      | 0      | 0      | 0      | 0      | 0      | 0      | 0      | 0      | 0      | 0      | 0      | 0      | 0      | 0      | 0      | 0      | 0      | 0      | 0      | 0      | 0      | 0      | 0      | 0      |        |
| Legenda                                                                       |                   |            |                 |                 |                 |                        |                        |                     |                     |                 |                   |                   |                  |                  |                     |                     |                     |                     |                  |                  |                   |                   |            |                |                |                   |                   |        |        |        |        |        |        |        |        |        |        |        |        |        |        |        |        |        |        |        |        |        |        |        |        |        |        |        |        |        |        |        |        |
| 1 2 3 4-10 11-30 poniżej 30 dq – dyskwalifikacja - – zawodnik nie wystartował |                   |            |                 |                 |                 |                        |                        |                     |                     |                 |                   |                   |                  |                  |                     |                     |                     |                     |                  |                  |                   |                   |            |                |                |                   |                   |        |        |        |        |        |        |        |        |        |        |        |        |        |        |        |        |        |        |        |        |        |        |        |        |        |        |        |        |        |        |        |        |

## Letni Puchar Kontynentalny

### Miejsca w klasyfikacji generalnej
| Sezon | Miejsce |
| ----- | ------- |
| 2019  | 100.    |
| 2021  | 54.     |

### Miejsca w poszczególnych konkursachLetniego Pucharu Kontynentalnego
| Źródło                                                                        | Źródło       | Źródło                       | Źródło                       | Źródło                       | Źródło      | Źródło                       | Źródło                       | Źródło      | Źródło         | Źródło            | Źródło            | Źródło            | Źródło      | Źródło            | Źródło            | Źródło | Źródło | Źródło | Źródło | Źródło | Źródło | Źródło | Źródło | Źródło | Źródło | Źródło |
| ----------------------------------------------------------------------------- | ------------ | ---------------------------- | ---------------------------- | ---------------------------- | ----------- | ---------------------------- | ---------------------------- | ----------- | -------------- | ----------------- | ----------------- | ----------------- | ----------- | ----------------- | ----------------- | ------ | ------ | ------ | ------ | ------ | ------ | ------ | ------ | ------ | ------ | ------ |
| 2018                                                                          |              |                              |                              |                              |             |                              |                              |             |                |                   |                   |                   |             |                   |                   |        |        |        |        |        |        |        |        |        |        |        |
| Kranj HS109                                                                   | Kranj HS109  | Szczyrk HS106                | Wisła HS134                  | Frenštát pod Radhoštěm HS106 | Stams HS115 | Stams HS115                  | Oslo HS106                   | Oslo HS106  | Zakopane HS140 | Zakopane HS140    | Klingenthal HS140 | Klingenthal HS140 | punkty      | punkty            | punkty            | punkty | punkty | punkty | punkty | punkty | punkty |        |        |        |        |        |
| -                                                                             | -            | 54                           | 54                           | 60                           | -           | -                            | -                            | -           | 64             | 62                | 68                | 65                | 0           | 0                 | 0                 | 0      | 0      | 0      | 0      | 0      | 0      |        |        |        |        |        |
| 2019                                                                          |              |                              |                              |                              |             |                              |                              |             |                |                   |                   |                   |             |                   |                   |        |        |        |        |        |        |        |        |        |        |        |
| Kranj HS109                                                                   | Kranj HS109  | Szczuczyńsk HS140            | Szczuczyńsk HS140            | Wisła HS134                  | Wisła HS134 | Frenštát pod Radhoštěm HS106 | Frenštát pod Radhoštěm HS106 | Râșnov HS97 | Râșnov HS97    | Lillehammer HS140 | Lillehammer HS140 | Stams HS115       | Stams HS115 | Klingenthal HS140 | Klingenthal HS140 | punkty |        |        |        |        |        |        |        |        |        |        |
| -                                                                             | -            | 18                           | 30                           | -                            | -           | -                            | -                            | -           | -              | -                 | -                 | -                 | -           | -                 | -                 | 14     |        |        |        |        |        |        |        |        |        |        |
| 2021                                                                          |              |                              |                              |                              |             |                              |                              |             |                |                   |                   |                   |             |                   |                   |        |        |        |        |        |        |        |        |        |        |        |
| Kuopio HS127                                                                  | Kuopio HS127 | Frenštát pod Radhoštěm HS106 | Frenštát pod Radhoštěm HS106 | Râșnov HS97                  | Râșnov HS97 | Bischofshofen HS142          | Bischofshofen HS142          | Oslo HS106  | Oslo HS106     | Klingenthal HS140 | Klingenthal HS140 | punkty            | punkty      | punkty            | punkty            | punkty | punkty | punkty | punkty | punkty |        |        |        |        |        |        |
| 26                                                                            | 31           | 39                           | 33                           | 12                           | 15          | -                            | -                            | 36          | 32             | 45                | 42                | 43                | 43          | 43                | 43                | 43     | 43     | 43     | 43     | 43     |        |        |        |        |        |        |
| Legenda                                                                       |              |                              |                              |                              |             |                              |                              |             |                |                   |                   |                   |             |                   |                   |        |        |        |        |        |        |        |        |        |        |        |
| 1 2 3 4-10 11-30 poniżej 30 dq – dyskwalifikacja - − zawodnik nie wystartował |              |                              |                              |                              |             |                              |                              |             |                |                   |                   |                   |             |                   |                   |        |        |        |        |        |        |        |        |        |        |        |

### Puchar Beskidów

#### Miejsca w klasyfikacji generalnej
| Sezon | Miejsce |
| ----- | ------- |
| 2018  | 53.     |

## FIS Cup

### Miejsca w klasyfikacji generalnej
| Sezon     | Miejsce |
| --------- | ------- |
| 2017/2018 | 158.    |
| 2018/2019 | 153.    |
| 2019/2020 | 104.    |
| 2020/2021 | 62.     |

### Miejsca w poszczególnych konkursachFIS Cupu
| Sezon 2014/2015                                                               |               |                  |                  |                  |                  |                  |                  |                    |                    |                |                |                |                |                      |                      |                     |                 |                |                |              |              |             |             |              |              |        |        |        |        |        |        |        |        |        |        |        |        |        |        |        |        |        |
| Villach                                                                       | Villach       | Hinterzarten     | Hinterzarten     | Kuopio           | Kuopio           | Einsiedeln       | Einsiedeln       | Planica            | Planica            | Szczyrk        | Szczyrk        | Râșnov         | Râșnov         | Notodden             | Notodden             | Szczyrbskie Jezioro | Zakopane        | Zakopane       | Kranj          | Kranj        | Brattleboro  | Brattleboro | Lake Placid | Hinterzarten | Hinterzarten | punkty |        |        |        |        |        |        |        |        |        |        |        |        |        |        |        |        |
| -                                                                             | -             | -                | -                | -                | -                | -                | -                | -                  | -                  | -              | -              | -              | -              | -                    | -                    | -                   | 65              | 66             | -              | -            | -            | -           | -           | -            | -            | 0      |        |        |        |        |        |        |        |        |        |        |        |        |        |        |        |        |
| Sezon 2015/2016                                                               |               |                  |                  |                  |                  |                  |                  |                    |                    |                |                |                |                |                      |                      |                     |                 |                |                |              |              |             |             |              |              |        |        |        |        |        |        |        |        |        |        |        |        |        |        |        |        |        |
| Villach                                                                       | Villach       | Kuopio           | Kuopio           | Szczyrk          | Szczyrk          | Einsiedeln       | Einsiedeln       | Râșnov             | Râșnov             | Notodden       | Notodden       | Zakopane       | Zakopane       | Pjongczang           | Pjongczang           | Whistler            | Whistler        | Eau Claire     | Eau Claire     | Planica      | Planica      | Harrachov   | Harrachov   | punkty       | punkty       | punkty | punkty | punkty | punkty | punkty | punkty | punkty | punkty | punkty | punkty | punkty | punkty | punkty | punkty | punkty | punkty | punkty |
| -                                                                             | -             | -                | -                | 64               | 64               | -                | -                | 54                 | 49                 | 66             | 71             | 73             | 65             | -                    | -                    | -                   | -               | -              | -              | -            | -            | -           | -           | 0            | 0            | 0      | 0      | 0      | 0      | 0      | 0      | 0      | 0      | 0      | 0      | 0      | 0      | 0      | 0      | 0      | 0      | 0      |
| Sezon 2016/2017                                                               |               |                  |                  |                  |                  |                  |                  |                    |                    |                |                |                |                |                      |                      |                     |                 |                |                |              |              |             |             |              |              |        |        |        |        |        |        |        |        |        |        |        |        |        |        |        |        |        |
| Villach HS98                                                                  | Villach HS98  | Szczyrk HS106    | Szczyrk HS106    | Kuopio HS127     | Kuopio HS127     | Einsiedeln HS117 | Einsiedeln HS117 | Hinterzarten HS108 | Hinterzarten HS108 | Râșnov HS100   | Râșnov HS100   | Notodden HS98  | Notodden HS98  | Zakopane HS134       | Zakopane HS134       | Eau Claire HS95     | Eau Claire HS95 | Sapporo HS100  | Sapporo HS134  | punkty       | punkty       | punkty      | punkty      | punkty       | punkty       | punkty | punkty | punkty | punkty | punkty | punkty | punkty | punkty | punkty | punkty | punkty | punkty | punkty |        |        |        |        |
| -                                                                             | -             | -                | -                | -                | -                | -                | -                | -                  | -                  | 51             | 47             | -              | -              | 70                   | 72                   | -                   | -               | -              | -              | 0            | 0            | 0           | 0           | 0            | 0            | 0      | 0      | 0      | 0      | 0      | 0      | 0      | 0      | 0      | 0      | 0      | 0      | 0      |        |        |        |        |
| Sezon 2017/2018                                                               |               |                  |                  |                  |                  |                  |                  |                    |                    |                |                |                |                |                      |                      |                     |                 |                |                |              |              |             |             |              |              |        |        |        |        |        |        |        |        |        |        |        |        |        |        |        |        |        |
| Villach HS98                                                                  | Villach HS98  | Kuopio HS127     | Kuopio HS127     | Kandersteg HS106 | Kandersteg HS106 | Râșnov HS100     | Râșnov HS100     | Whistler HS104     | Whistler HS104     | Notodden HS100 | Notodden HS100 | Zakopane HS140 | Zakopane HS140 | Planica HS102        | Planica HS102        | Rastbüchl HS78      | Rastbüchl HS78  | Villach HS98   | Villach HS98   | Falun HS100  | punkty       | punkty      | punkty      | punkty       | punkty       | punkty | punkty | punkty | punkty | punkty | punkty | punkty | punkty | punkty | punkty | punkty | punkty | punkty | punkty |        |        |        |
| -                                                                             | -             | -                | -                | -                | -                | 74               | 60               | 61                 | 50                 | -              | -              | 26             | 28             | -                    | -                    | -                   | -               | -              | -              | -            | 8            | 8           | 8           | 8            | 8            | 8      | 8      | 8      | 8      | 8      | 8      | 8      | 8      | 8      | 8      | 8      | 8      | 8      | 8      |        |        |        |
| Sezon 2018/2019                                                               |               |                  |                  |                  |                  |                  |                  |                    |                    |                |                |                |                |                      |                      |                     |                 |                |                |              |              |             |             |              |              |        |        |        |        |        |        |        |        |        |        |        |        |        |        |        |        |        |
| Villach HS98                                                                  | Villach HS98  | Szczyrk HS106    | Szczyrk HS106    | Râșnov HS97      | Râșnov HS97      | Notodden HS100   | Notodden HS100   | Park City HS100    | Park City HS100    | Zakopane HS140 | Zakopane HS140 | Planica HS102  | Planica HS102  | Rastbüchl HS78       | Rastbüchl HS78       | Villach HS98        | Villach HS98    | punkty         | punkty         | punkty       | punkty       | punkty      | punkty      | punkty       | punkty       | punkty | punkty | punkty | punkty | punkty | punkty | punkty | punkty | punkty | punkty | punkty |        |        |        |        |        |        |
| -                                                                             | -             | 26               | 31               | 51               | 56               | -                | -                | -                  | -                  | 69             | 55             | 58             | 60             | -                    | -                    | 32                  | 32              | 5              | 5              | 5            | 5            | 5           | 5           | 5            | 5            | 5      | 5      | 5      | 5      | 5      | 5      | 5      | 5      | 5      | 5      | 5      |        |        |        |        |        |        |
| Sezon 2019/2020                                                               |               |                  |                  |                  |                  |                  |                  |                    |                    |                |                |                |                |                      |                      |                     |                 |                |                |              |              |             |             |              |              |        |        |        |        |        |        |        |        |        |        |        |        |        |        |        |        |        |
| Szczyrk HS104                                                                 | Szczyrk HS104 | Szczuczyńsk HS99 | Szczuczyńsk HS99 | Ljubno HS94      | Ljubno HS94      | Pjongczang HS109 | Pjongczang HS109 | Râșnov HS97        | Râșnov HS97        | Villach HS98   | Villach HS98   | Notodden HS98  | Notodden HS98  | Oberwiesenthal HS105 | Oberwiesenthal HS105 | Zakopane HS140      | Zakopane HS140  | Rastbüchl HS78 | Rastbüchl HS78 | Villach HS98 | Villach HS98 | punkty      | punkty      | punkty       | punkty       | punkty | punkty | punkty | punkty | punkty | punkty | punkty | punkty | punkty | punkty | punkty | punkty | punkty | punkty | punkty |        |        |
| 79                                                                            | 41            | 32               | 22               | 28               | -                | -                | -                | 18                 | 22                 | 75             | 49             | -              | -              | -                    | -                    | -                   | -               | -              | -              | -            | -            | 34          | 34          | 34           | 34           | 34     | 34     | 34     | 34     | 34     | 34     | 34     | 34     | 34     | 34     | 34     | 34     | 34     | 34     | 34     |        |        |
| Sezon 2020/2021                                                               |               |                  |                  |                  |                  |                  |                  |                    |                    |                |                |                |                |                      |                      |                     |                 |                |                |              |              |             |             |              |              |        |        |        |        |        |        |        |        |        |        |        |        |        |        |        |        |        |
| Râșnov HS97                                                                   | Râșnov HS97   | Kandersteg HS106 | Kandersteg HS106 | Zakopane HS140   | Zakopane HS140   | Szczyrk HS104    | Szczyrk HS104    | Lahti HS100        | Lahti HS100        | Villach HS98   | Villach HS98   | Oberhof HS100  | Oberhof HS100  | punkty               | punkty               | punkty              | punkty          | punkty         | punkty         | punkty       | punkty       | punkty      | punkty      | punkty       | punkty       | punkty | punkty | punkty | punkty | punkty | punkty | punkty |        |        |        |        |        |        |        |        |        |        |
| 12                                                                            | 10            | -                | -                | -                | -                | 37               | dq               | -                  | -                  | -              | -              | -              | -              | 48                   | 48                   | 48                  | 48              | 48             | 48             | 48           | 48           | 48          | 48          | 48           | 48           | 48     | 48     | 48     | 48     | 48     | 48     | 48     |        |        |        |        |        |        |        |        |        |        |
| Legenda                                                                       |               |                  |                  |                  |                  |                  |                  |                    |                    |                |                |                |                |                      |                      |                     |                 |                |                |              |              |             |             |              |              |        |        |        |        |        |        |        |        |        |        |        |        |        |        |        |        |        |
| 1 2 3 4-10 11-30 poniżej 30 dq – dyskwalifikacja - − zawodnik nie wystartował |               |                  |                  |                  |                  |                  |                  |                    |                    |                |                |                |                |                      |                      |                     |                 |                |                |              |              |             |             |              |              |        |        |        |        |        |        |        |        |        |        |        |        |        |        |        |        |        |